# Buttala Division
Buttala Division är en division i Sri Lanka.   Den ligger i distriktet Moneragala District och provinsen Uvaprovinsen, i den södra delen av landet, 160 km öster om huvudstaden Colombo. Antalet invånare är 52 476.